# Koncentrat owocowy
Koncentrat owocowy – zagęszczony sok owocowy, który otrzymuje się ze świeżych i najczęściej klarowanych, nie utrwalonych soków owocowych poprzez fizyczne oddzielenie części wody. Koncentrat owocowy posiada duże wartości odżywcze.